# Nuša Tome
Nuša Tome Babnik (ur. 19 października 1960 w Lublanie, zm. 10 listopada 2015) – jugosłowiańska narciarka alpejska, dwukrotna uczestniczka igrzysk olimpijskich.

## Przebieg kariery
Dwukrotnie uczestniczyła w zimowych igrzyskach olimpijskich. W 1980 roku na igrzyskach w Lake Placid wzięła udział w dwóch konkurencjach alpejskich – w slalomie gigancie zajęła 23. miejsce, a w slalomie nie została sklasyfikowana (nie ukończyła pierwszego przejazdu). Cztery lata później na igrzyskach w Sarajewie była 22. w slalomie gigancie, a w slalomie ponownie nie została sklasyfikowana (nie ukończyła drugiego przejazdu).
W 1978 roku zajęła 33. miejsce w slalomie podczas mistrzostw świata w narciarstwie alpejskim w Garmisch-Partenkirchen. Ośmiokrotnie zdobywała punkty Pucharu Świata. Po raz pierwszy dokonała tego 25 marca 1982 roku w San Sicario, plasując się na ósmym miejscu w slalomie gigancie. Jeszcze trzykrotnie zajęła miejsce w pierwszej dziesiątce zawodów Pucharu Świata – w grudniu 1983 roku w Sestriere była ósma, w styczniu 1984 roku w Mariborze siódma oraz dziesiąta w Limone Piemonte w slalomie.

## Osiągnięcia

### Igrzyska olimpijskie
- 1980 Lake Placid (USA) – 23. miejsce (slalom gigant), nie ukończyła (slalom)
- 1984 Sarajewo (YUG) – 22. miejsce (slalom gigant), nie ukończyła (slalom)[4]

### Mistrzostwa świata
- 1978 Garmisch-Partenkirchen (BRD) – 33. miejsce (slalom)[2]

### Puchar Świata

#### Miejsca w klasyfikacji generalnej
- sezon 1981/1982: 63.
- sezon 1983/1984: 40.[7]